# 비타민

비타민 A, 레티놀

비타민(독일어: Vitamin 비타민[*], 영어: vitamin 비터민 (영국) / 바이타민 (미국)[*], UK: /ˈvɪtəmɪn/ 또는 US: /ˈvaɪtəmɪn/, 문화어: 비타민)은 생명체가 살아가는 데 중요한 역할을 하는 분자로, 많은 양이 필요하진 않지만 스스로 합성하는 것은 어렵기 때문에 음식을 통하여 섭취해야 하는 분자들이다. vitamin이라는 단어는 라틴어로 생명을 의미하는 vita와 amine이 결합되어 만들어졌다.

## 기능
비타민은 소량으로 신체 기능을 조절한다는 점에서 호르몬과 비슷하지만 신체의 내분비기관에서 합성되는 호르몬과 달리 외부로부터 섭취되어야 한다. 비타민은 체내에서 전혀 합성되지 않거나, 합성되더라도 충분하지 못하기 때문이다. 이렇게 체내 합성 여부에 따라 호르몬과 비타민이 구분되기 때문에 어떤 동물에게는 비타민인 물질이 다른 동물에게는 호르몬이 될 수 있다. 예를 들어, 비타민 C는 사람에게는 비타민이지만 토끼나 쥐를 비롯한 대부분의 동물은 몸속에서 스스로 합성할 수 있으므로 호르몬이다
비타민은 탄수화물·지방·단백질과는 달리 에너지를 생성하지 못하지만 몸의 여러 기능을 조절한다. 대부분은 효소나 또는 효소의 역할을 보조하는 조효소의 구성 성분이 되어 탄수화물·지방·단백질·무기질의 대사에 관여한다. 효소나 조효소는 화학 반응에 직접 참여하지 않기 때문에 소모되는 물질이 아니다. 따라서 비타민의 필요량은 매우 적다. 하지만 생체 반응에 있어 효소의 기능이 매우 중요하기 때문에, 소량이라 할지라도 필요량이 공급되지 않으면 영양소의 대사가 제대로 이루어지지 못한다.
비타민은 우리몸의 원활한 물질대사를 돕고, 영양소들이 제대로 이용될수 있도록 하는 효소의 역할을 도와준다.
그외 비타민C로 만든 수돗물 필터는 상수도의 염소제거에 활용되기도 한다.

## 종류
비타민의 종류는 다음과 같다.
| 비타민 이름 | 화학적 이름                                                         | 성질   | 결핍시 증상                                                 | 기능 및 효능, 효과                                                    | 과섭취시 부작용                                          |
| ----------- | ------------------------------------------------------------------- | ------ | ----------------------------------------------------------- | --------------------------------------------------------------------- | -------------------------------------------------------- |
| A           | 레티놀(retinol)                                                     | 지용성 | 야맹증                                                      | 성장촉진, 정상시력 유지, 피부 건강                                    | 태아기형, 두통, 피로                                     |
| B1          | 티아민(thiamine)                                                    | 수용성 | 각기병, 식욕부진, 피로, 권태                                | 신경 조절, 식욕증진, 당질대사에 관여하여 소화액 촉진, 감기 예방       | 졸음이 쏟아지거나 근육이 완화됨.                         |
| B2          | 리보플라빈(riboflavin)                                              | 수용성 | 리보플라빈결핍증, 구순구각염, 안질, 설염                    | 세포에서 기능하여 플라빈 산소의 기능에 도움. 발육, 점막 보호.         |                                                          |
| B3          | 니코틴산, 니아신(niacin)                                            | 수용성 | 펠라그라, 니코틴산 결핍증후군, 체중 감소                    | 당대사 촉진해 에너지 합성                                             | 간 손상                                                  |
| B5          | 판토텐산(pantothenic acid)                                          | 수용성 | 성장정지, 체중감소                                          | CoA의 생화학적 역할                                                   | 설사, 메스꺼움, 가슴앓이                                 |
| B6          | 피리독신(pyridoxine)                                                | 수용성 | 피부병, 저혈소성 빈혈                                       | 아미노산의 이용에 도움. 효소작용을 돕고 신경을 지킴                   | 자기 수용 감각 손상, 신경 손상 (하루 100 mg 이상 섭취시) |
| B7          | 비오틴(biotin)                                                      | 수용성 | 피부염, 성장정지                                            | 지방상, 단백질, 핵산 합성, 당의 대사                                  |                                                          |
| B9          | 엽산(folic acid)                                                    | 수용성 | 적혈구가 감소되어 빈혈을 일으킴. 설사, 위장염, 설염, 구내염 | 적혈구, 핵산 합성에 관여. 위장, 입 안의 점막 보호                     | 비타민 B12 결핍. 말라리아 치료 방해.                     |
| B12         | 코발라민(cobalamine)                                                | 수용성 | 악성빈혈                                                    | 효소의 조효소로 작용                                                  | 여드름같은 발진. 원인은 완전히 밝혀지지 않았음.          |
| C           | 아스코르브산 (ascorbic acid)                                        | 수용성 | 괴혈병, 피하출혈, 체중 감소                                 | 인터페론을 유발. 콜라겐을 생성하고 호르몬 합성에 관여. 해독기능 강화. | 설사, 복통, 결석                                         |
| D           | 칼시페롤(calciferol)                                                | 지용성 | 구루병, 골연화증, 다공증                                    | 뼈, 치아에 칼슘을 들러붙게 함. 혈액 중의 인의 양을 일정하게 함.       | 신장결석, 신부전                                         |
| E           | 토코페롤(tocopherol)                                                | 지용성 | 노화성, 불임증                                              | 몸의 산화 방지, 혈관 보호, 근육의 기능을 정상화 시킴. 생식기능 강화.  | 출혈, 설사, 두통                                         |
| K           | 필로퀴논, 메나퀴논, 메나디온(phylloquinone, menaquinone, menadione) | 지용성 | 혈액응고 지연, 신생아 출혈                                  | 빠른 혈액응고, 피부건강, 시력보호, 성장촉진                           | 워파린 복용 환자의 경우 혈액 응고 증가                   |

- 비타민A : 간, 계란노른자, 버터, 우유
- 비타민B : 싱싱한 고기, 계란 노른자, 우유, 곡식, 채소, 과일
- 비타민C : 귤, 키위, 감자, 채소
- 비타민D : 간, 계란 노른자, 고등어 등 기름기 있는 생선
- 비타민E : 우유, 식물성 기름, 쌀겨 기름, 푸른 채소
- 비타민K : 간, 난류, 고기, 시금치, 파슬리, 꽃양배추

### 수용성 비타민
수용성 비타민은 물에 녹는 비타민으로, 많은 양을 섭취해도 체내에 축적되지 않고 물과 함께 소변으로 배설되므로 문제가 되지는 않지만 중독 증상이 일어날 수 있다.
.
비타민 B,C

### 지용성 비타민
물에는 녹지 않고 지방에 의해 녹는 비타민으로, 필요 이상 섭취하면 체내에 축적되므로 비타민제를 지나치게 복용하면 중독 증상이 나타날 수 있다.
비타민 A,D,E,K

## 같이 보기
- 멀티 비타민(영어판)
- 필수 영양소(영어판)
- 식이 보충제(en:Dietary supplement, 건강보조식품)
- 보디빌딩 보충제(en:Bodybuilding supplement, 바디빌딩 보조식품)
- 식품강화(영어판)